# Протей (зоология)
Вижте пояснителната страница за други значения на Протей.
Протеят (Proteus anguinus), наричан още човешка рибка, е ендемично земноводно животно, живеещо в карстовите области в Динарските планини. Той е единствен представител на рода Протей (Proteus).
Животното е бяло или светлорозово и има малки крайници с два пръста на задните крака и три на предните. Поради светлия му цвят местните го наричат „човешка рибка“. Възрастните протеи имат и външни хриле. Обикновено те са дълги 25 – 30 cm. Поради подземния живот очите на протея са изродени и са покрити с кожа.
Протеят живее в подземни води в карстовите области на Динарските планини по адриатическия бряг на североизточна Италия, Словения, Хърватия и Босна и Херцеговина до Черна гора. Подвидът Proteus anguinus parkelj (черен протей) се намира само в Бела краина в южна Словения.
Протеите се хранят с малки ракообразни и червеи, които намират чрез обонянието си.
Протеите могат да издържат години без храна, тъй като тяхната изключително бавна обмяна на веществата им позволява да останат в летаргия за изключително дълги периоди. В един случай протей е бил сложен в буркан в хладилник за повече от десет години. Според сведенията, той е бил още жив, когато накрая са го извадили, въпреки че вътрешните му органи били сериозно увредени и собственият му храносмилателен тракт бил реабсорбиран, за да се изхрани.
Широко разпространен е митът, че протеят умира на пряка слънчева светлина или при температури на водата над 10 °C в неговата естествена среда. Всъщност протеите живеят в лаборатория на дневна светлина във вода до 30 °C. На светло протеят бавно променя цвета си до кафяв и бавно избледнява отново, ако се върне на тъмно.
Протеите са защитени като уязвим вид. Те са се срещали много често, но сега започват да стават редки поради замърсяването на водата в тяхната ограничена среда за живот и поради лова на големи количества от тях за домашни любимци. Не се знае дали с тези земноводни все още се търгува.

## Природозащитен статут
- Червен списък на световнозастрашените видове (IUCN Red List) – Уязвим (Vulnerable VU)[3]